# Adam z Macedonii
Adam z Macedonii (mac. Адам од Македонија) lub Adam z Gowrłewa (mac. Адам од Говрлево) – nazwa małej ceramicznej postaci męskiego tułowia w pozycji siedzącej z okresu neolitu, odkrytej w 2000 roku przez archeologa Miłosza Biłbiјę na wykopaliskach w pobliżu miejscowości Gowrłewo (koło Skopje).
Figurka datowana jest w przybliżeniu na rok 5478 p.n.e. Intrygujący jest przedstawiony kształt męskiego tułowia, z zaakcentowaną anatomią i głęboko przerysowanym brzuchem. Niekompletnie zachowana postać zdaje się oddychać przeponą, co może sugerować stan medytacji. 
Początkowo otrzymała nazwę Adam z Gowrłewa, lecz później zmieniono ją, w celach promocyjnych za granicą, na obecną – Adam z Macedonii. Zaliczana jest do unikatowych znalezisk archeologicznych.